# Verkkolampi (sjö i Lieksa, Norra Karelen)
Verkkolampi är en sjö i kommunen Lieksa i landskapet Norra Karelen i Finland. Den är 3,5 meter djup. Arean är 19 hektar och strandlinjen är 2,76 kilometer lång.  Den  ingår i Vuoksens huvudavrinningsområde.  Sjön ligger omkring 84 kilometer nordöst om Joensuu och omkring 450 kilometer nordöst om Helsingfors. 
I sjön finns ön Särkisaari. 